# Mushail Mushailov
Mushail Mushailov (en idioma ruso: Мушаилов Мушаил Ханухович; en idioma hebreo: מושאיל מושאילוב , 10 de julio de 1941 - 4 de enero de 2007), era un artista y profesor soviético/ruso de ascendencia «judía de las montaña». Fue miembro de la Unión de Artistas de la URSS, e Israel, y ganador del Premio Estatal de la URSS.

## Biografía
Mushailov nació en Derbent, Daguestán. En 1967 se graduó del «Colegio de Arte Académico Estatal de Moscú de la Memoria de 1905» y en 1973 del «Instituto de Arte V. Surikov de la Academia Estatal de Moscú».
Durante muchos años, Mushailov enseñó arte en el Instituto Pedagógico Majachkala del Departamento de Bellas Artes y fue secretario ejecutivo de la Unión de Artistas de Daguestán. En 1994, Mushail Mushailov con su familia emigró a Israel. Allí continuó trabajando, participando en varias exposiciones; pintó cuadros asociados con temas judíos.
Después de ocho años, en 2002, el artista dejó Israel y regresó a Moscú, Rusia. Enseñó dibujo, pintura y composición en el Colegio de Arte Académico Estatal de Moscú de la Memoria de 1905 y en el Instituto de Arte V. Surikov de la Academia Estatal de Moscú.
Una enfermedad grave paralizó la salud del artista, y en enero de 2007, Mushail Mushailov, falleció. Antes de su muerte, Mushailov pidió a sus hijas que fuera enterrado en Israel. Sus hijas cumplieron su deseo, y el artista se encuentra enterrado en el cementerio de la ciudad de Yavne, Israel.

## Trabajo artístico

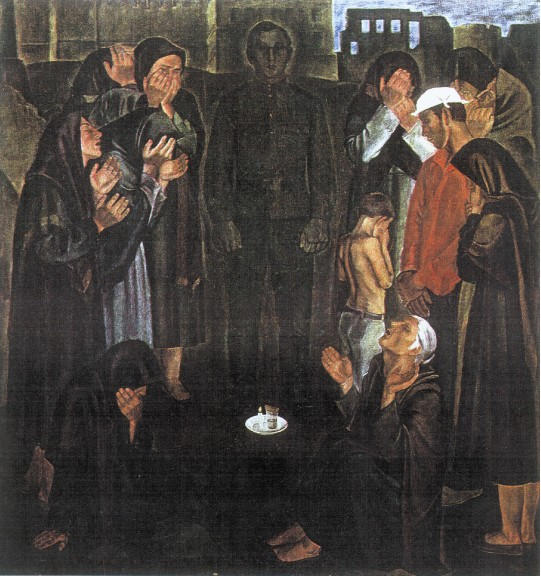
Balada de un soldado-Recuerdos.Óleo sobre lienzo. 1,89 x 1,98m. 1975.

Las pinturas Balada de un soldado - Recuerdos y Chales negros de las madres, se dedicaron al tema de la Segunda Guerra Mundial. El número de sus obras se encuentra en Rusia, museos extranjeros y en colecciones privadas en Rusia, Israel y Canadá.
Durante la vida del artista y póstumamente se escribieron artículos sobre el arte de Mushailov. El autor del libro El arte de la Daguestán soviética escribió:

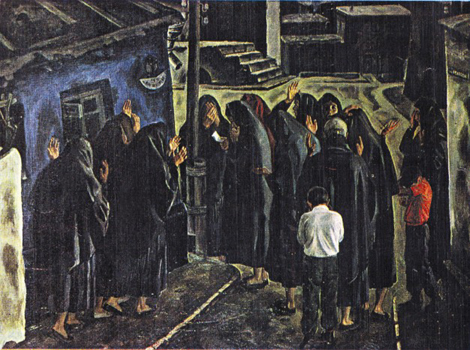
Chales negros de las madres. Óleo sobre lienzo. 1,20 x 1,60m. 1978.

... 60: fue un momento floreciente para los artistas jóvenes, que debutaron con obras serias, como Mushail Mushailov ...

Otro artículo Gran amor al gran arte lo describió como:

... un maestro de pinturas como M. Mushailov, comenzó hace un tiempo a desarrollar un nuevo enfoque inesperado en sus obras de arte, junto con el academismo que su arte muestra misterioso simbolismo.

## Distinciones
- Artista de Honor de la Federación Rusa .
- Artista de honor de Daguestán.
- Premio Estatal de la República de Daguestán.

## Galería

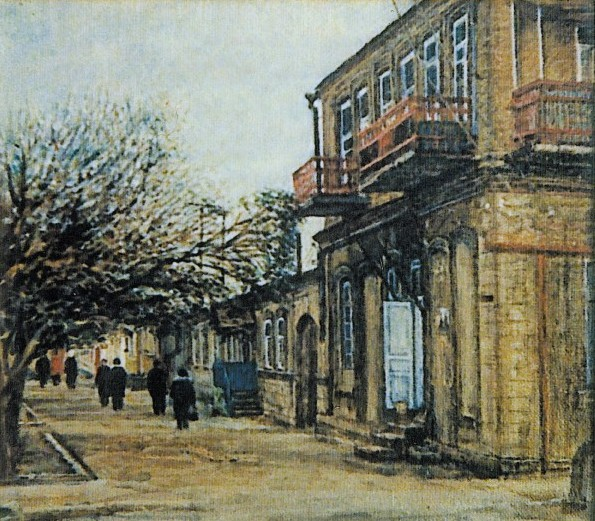
Street in the city of Derbent (1994)
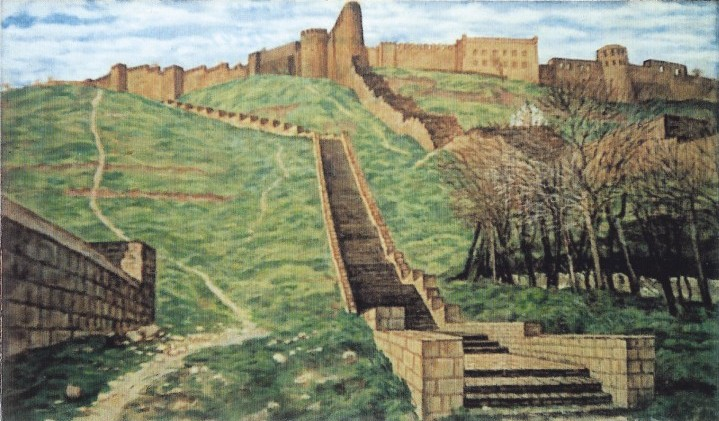
The Derbent fortress "Naryn-Kala" (1994)
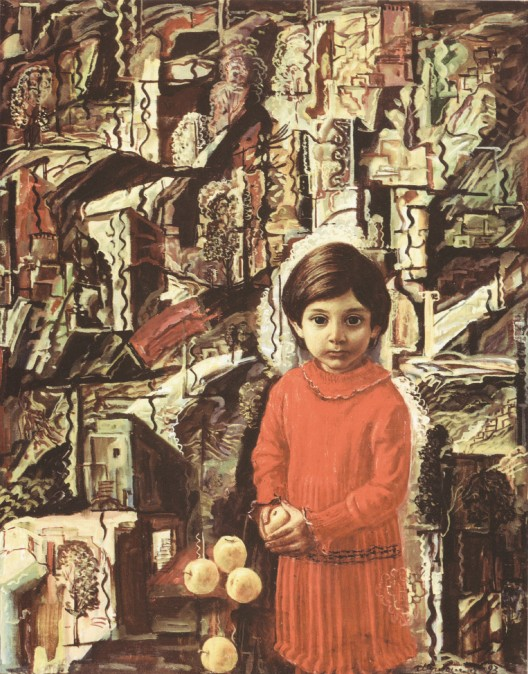
The Girl with Apple – Portret of Lyana, a youngest daughter (1994)
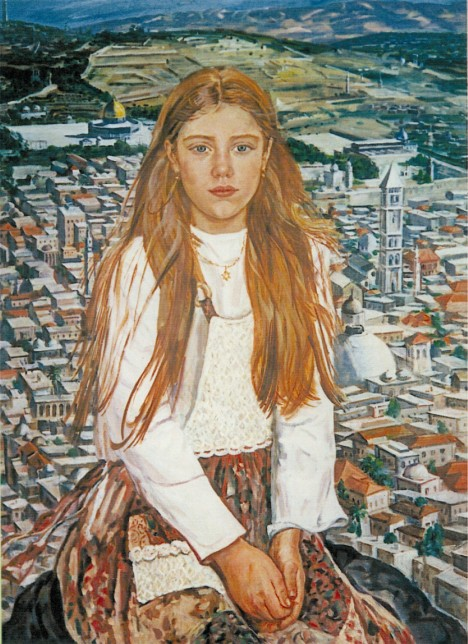
Yuliya – Portrait on the background of Jerusalem (1994)
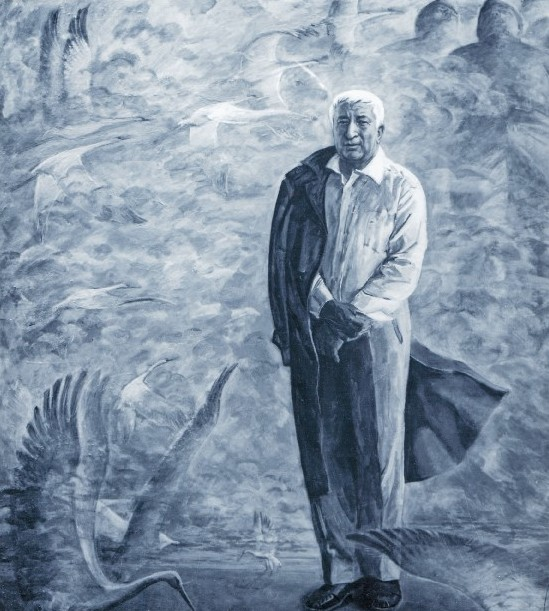
The Cranes – Portret of Dagestan poet Rasul Gamzatov (1998)
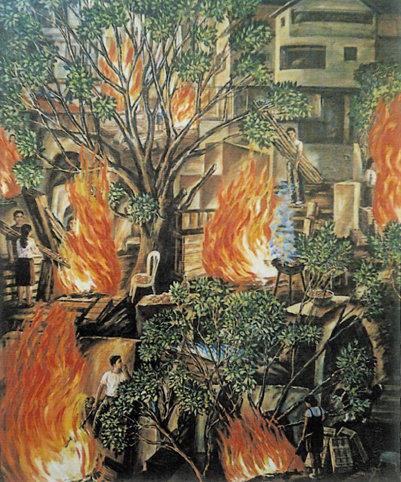
Holiday Lag BaOmer (1999)
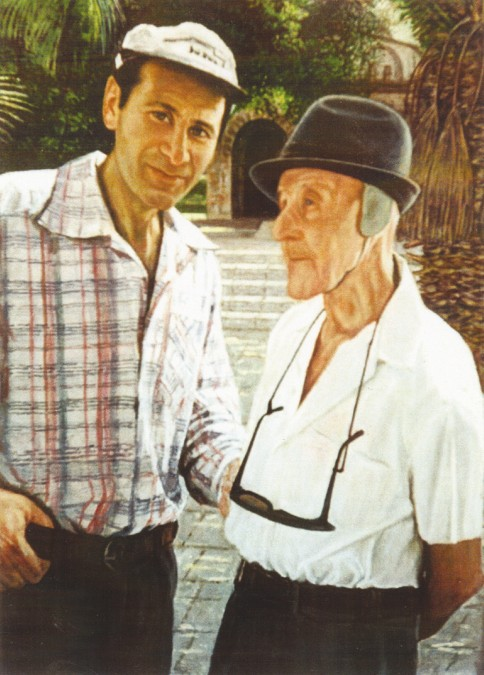
Oleg Fetliher and Yitzhak Blanshteyn (1999)
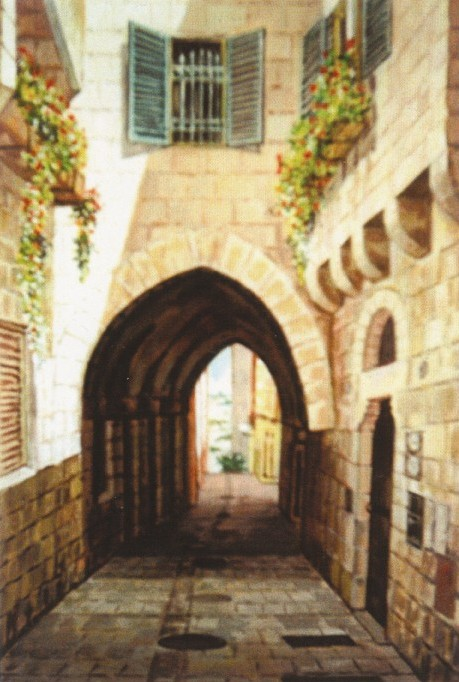
The landscape of Tel Aviv - "Jaffa" (1999)
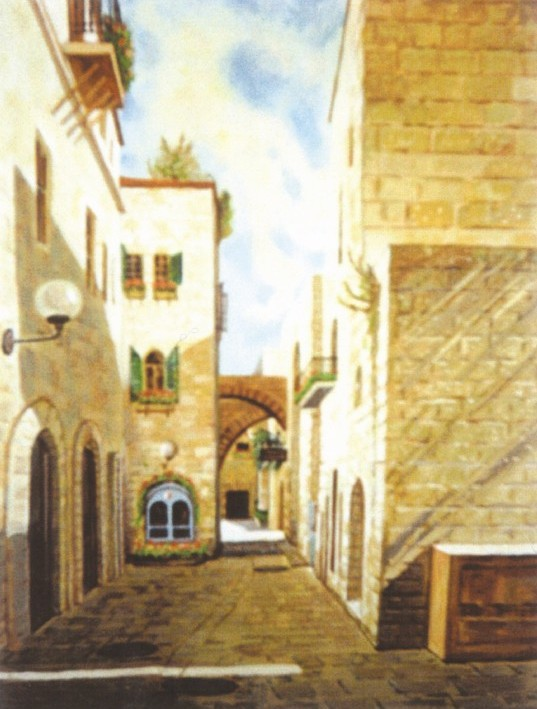
The Road Procession in Jerusalem – I (2000)
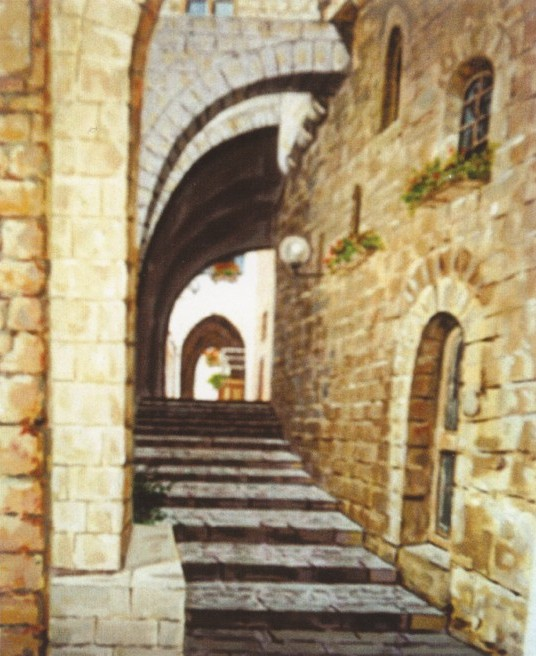
The Road Procession in Jerusalem – II (2000)
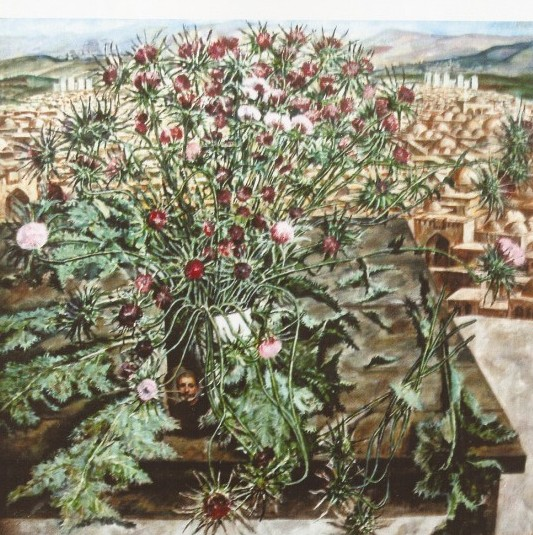
The Greater Burdock (2005)
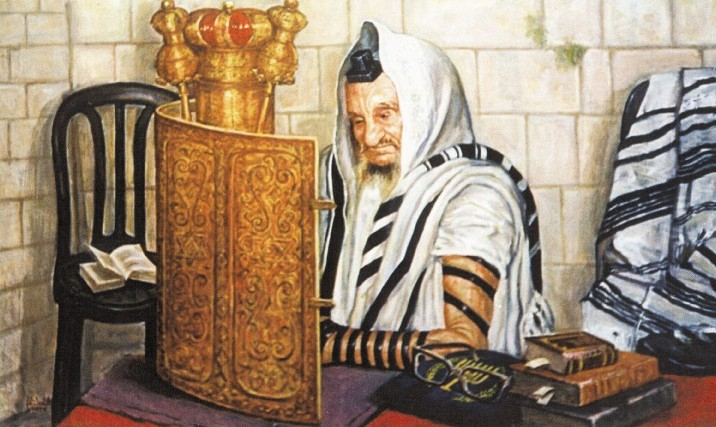
Holly Baba Sali